# Haas VF-22
El Haas VF-22 fue un monoplaza de Fórmula 1 diseñado por Haas F1 Team para competir en la temporada 2022.
La decoración fue presentada el 4 de febrero de 2022. El coche fue conducido por Nikita Mazepin y Mick Schumacher durante la pretemporada en Barcelona, sin embargo, la escudería decidió rescindir el contrato de Mazepin debido al impacto que produjo la invasión rusa de Ucrania de 2022. Anteriormente Haas había terminado su vínculo con la empresa rusa Uralkali (patrocinador principal) por el mismo motivo. Finalmente, Kevin Magnussen ocupó el asiento del ruso en el equipo y volvió a la F1 tras un año de ausencia.

## Resultados
(Clave) (negrita indica pole position) (cursiva indica vuelta rápida)

| Año     | Motor                  | Neu. | N.º | Pilotos         | 1   | 2   | 3   | 4   | 5   | 6   | 7   | 8   | 9   | 10  | 11  | 12  | 13  | 14  | 15  | 16  | 17  | 18  | 19  | 20  | 21   | 22  | Puntos | Pos. |
| ------- | ---------------------- | ---- | --- | --------------- | --- | --- | --- | --- | --- | --- | --- | --- | --- | --- | --- | --- | --- | --- | --- | --- | --- | --- | --- | --- | ---- | --- | ------ | ---- |
| 2022    | Ferrari 066/7 V6 Turbo | P    |     |                 | BHR | ARA | AUS | EMI | MIA | ESP | MON | AZE | CAN | GBR | AUT | FRA | HUN | BEL | NED | ITA | SIN | JPN | USA | MEX | SÃO  | ABU | 37     | 8.º  |
| 2022    | Ferrari 066/7 V6 Turbo | P    | 20  | Kevin Magnussen | 5   | 9   | 14  | 98  | 16† | 17  | Ret | Ret | 17  | 10  | 87  | Ret | 16  | 16  | 15  | 16  | 12  | 14  | 9   | 17  | Ret8 | 17  | 37     | 8.º  |
| 2022    | Ferrari 066/7 V6 Turbo | P    | 47  | Mick Schumacher | 11  | WD  | 13  | 17  | 15  | 14  | Ret | 14  | Ret | 8   | 6   | 15  | 14  | 17  | 13  | 12  | 13  | 17  | 15  | 16  | 13   | 16  | 37     | 8.º  |
| Fuente: |                        |      |     |                 |     |     |     |     |     |     |     |     |     |     |     |     |     |     |     |     |     |     |     |     |      |     |        |      |